# Coccophagus qenai
Coccophagus qenai är en stekelart som beskrevs av Abd-rabou 2003. Coccophagus qenai ingår i släktet Coccophagus och familjen växtlussteklar.
Artens utbredningsområde är Egypten. Inga underarter finns listade i Catalogue of Life.